# Ángel Vallejo Villalón
Ángel Vallejo Villalón (Lleó, 2 de març de 1778 – ibídem, 22 de desembre de 1840) va ser un militar i polític espanyol.

## Biografia
Militar liberal, va ascendir en la seva carrera a coronel de cavalleria. Durant el Trienni liberal va ser  secretari d'Estat i del despatx d'Hisenda amb caràcter interí, del 31 d'octubre de 1821 al 8 de gener de 1822. Durant la Regència de Maria Cristina de Borbó-Dues Sicílies va ser nomenat sotssecretari del Ministeri de la Governació en 1835. En 1833 fou membre corresponent de la Reial Acadèmia de Ciències i Arts de Barcelona.